# Klaus Rifbjerg
Klaus Thorvald Rifbjerg, född 15 december 1931 på ön Amager utanför Köpenhamn, död 4 april 2015 i Köpenhamn, var en dansk författare, filmkritiker och manusförfattare. 

## Biografi
Klaus Rifbjerg skrev sedan debutboken 1956 fler än 150 böcker i olika genrer. Han bidrog aktivt till modernismens genombrott i dansk litteratur som redaktör i tidskriften Vindrosen åren 1959–1963, en syssla han skötte tillsammans med författaren Villy Sørensen. Rifbjergs genombrott som skönlitterär författare kom 1958 med romanen Den kroniske uskyld, som är en av de mest spridda och lästa böckerna i Danmark genom tiderna. Han var ledamot av Danska akademien från 1967.
Med ett modernistiskt författarskap, som spänner över mer än 50 år och med en produktion på två till tre verk per år, har Rifbjerg lämnat djupa spår i det litterära och kulturella Danmark. 
Genremässigt spänner hans författarskap från en lyssnarroman, ett kollektivt experiment 1972 skriven i samarbete med Danmarks Radios lyssnare, till empatiska berättelser som Esbern 2005. Från enkla sensuella nuvarande dikter som i Under vejr med mig selv, 1956, över komplexa experimentella lyriska uttryck i 60er dikter, till en melankolisk ton i Septembersang, 1988. Från den enkla dramat som i filmen Weekend, 1962, till den noggranna tidsbilden i radioteatern Vores år, 1982.
Det orsakade uppståndelse när Rifbjerg den 6 juli 1970 rökte hasch på Kulturministeriets trappa med Ebbe Kløvedal Reich, Niels Skousen, Charlotte Strandgaard och Jesper Jensen i en aktion mot Kulturdepartementets stängning av en tillhållsplats för mer radikala ungdomar.